# ديفيد جاكسون ديفيس
ديفيد جاكسون ديفيس (بالإنجليزية: David Jackson Davis)‏ هو محامي وقاضي أمريكي، ولد في 15 أكتوبر 1878 في ويدووي في الولايات المتحدة، وتوفي في 7 ديسمبر 1938.